# 四〇一军事坑道
29°49′52.27″N 121°12′44.52″E / 29.8311861°N 121.2123667°E
四〇一军事坑道，又称四〇一指挥工程、四〇一洞天，位于中国浙江省宁波市海曙区梅龙村半坑自然村东面，坐落于半坑山山脚，由当时原南京军区（现东部战区）司令员许世友上将实地勘察并敲定，于1954年开挖，一直建造至1974年，因未发生战争，该坑道不曾使用，坑道呈东西走向，几乎贯穿半个半坑山，总长300多米，坑道里设施齐全，进出口有三扇钢铸防弹门，坑道外有办公室，共12开间，当时用于指挥作战，2010年正式开放，2010年9月公布为鄞州区文物保护单位:390，2018年12月28日因行政区划调整公布为海曙区文物保护单位。